# Sistema de innovación
El concepto de sistema de innovación destaca que el flujo de información y tecnología entre personas, empresas e instituciones, es clave para un proceso innovador. Contiene las interacciones entre los actores necesarios para convertir una idea en un proceso, producto o servicio en el mercado.
El concepto de sistema de innovación se ha convertido en una herramienta útil para ayudar a entender las diferencias en las tasas de progreso tecnológico que experimenta el mundo, por lo que está en constante evolución con la finalidad de que se pueda convertir en una teoría que permita explicar procesos. Ahora, la interrelación fluida entre las diferentes instituciones que participan en la generación, difusión y utilización de conocimiento en los países exitosos, hace que se piense inmediatamente que estas instituciones funcionan como un sistema. Sin embargo, aún sabemos poco de la lógica de funcionamiento de las variables que intervienen en el sistema, y si hay relaciones causales que se puedan explicitar.

## Desarrollo y difusión del concepto
La innovación es una herramienta para producir y aportar soluciones que respondan a necesidades de la sociedad, ayuda a  generar valor, a avanzar como sociedad y a que las organizaciones crezcan. La innovación se trata desde dos aspectos: desde lo que es novedoso para resolver problemas específicos de la sociedad, de la población o de una empresa, y desde el éxito que haya tenido en lado productivo con una difusión correcta. La innovación no es hacer algo nuevo, puede ser algo nuevo, pero si no se tiene éxito no se puede considerar como innovación.
Años atrás, se tenía que innovar de acuerdo a la oferta, se entendía que a mayor investigación podía haber una mayor innovación. Se pasó luego a una innovación orientada por la demanda, que ahora es una de resultado. A su vez, se pensaba que innovación era tecnología, pero no solo se vincula con la tecnología sino también con estudios económicos y sociales que permiten desarrollar diferentes sectores de la sociedad. 
Los sistemas de Innovación son marcos para la comprensión de procesos de innovación que se han hecho populares especialmente entre políticos e investigadores de la innovación. El concepto se difundió primero en Europa y de allí hacia el resto del mundo, luego de que, en la década de 1990, el Banco Mundial y Naciones Unidas comenzaron a utilizarlo.
El término "sistema de innovación" fue introducido por B.-Å. Lundvall en 1985. Sin embargo, como él y sus colegas serían los primeros en acordar, la idea en realidad se remonta al menos a la concepción de Friedrich List de "Sistema Nacional de Economía Política" (1841), que bien podría haberse llamado "Sistema Nacional de Innovación". Christopher Freeman acuñó la expresión "Sistema Nacional de Innovación" en su estudio de 1988 sobre el éxito de la economía Japonesa. De acuerdo a la teoría de los sistemas de innovación, la innovación y el desarrollo tecnológico son el resultado de un complejo conjunto de relaciones entre actores en el sistema, que incluye empresas, universidades e institutos de investigación.
Los sistemas de innovación se han clasificado en sistemas nacionales de innovación, sistemas regionales de innovación, sistemas de innovación local, sistemas de innovación tecnológica y sistemas de innovación sectorial.
El concepto es aún emergente y no hay consenso sobre su definición exacta. La innovación es a menudo el resultado de la interacción entre una ecología de actores, y el término "ecosistema de innovación" se utiliza ocasionalmente para enfatizar esto. Para algunos, la expresión "ecosistema de innovación" es sinónimo de "sistema de innovación'. Otros separan entre ambas expresiones, utilizando la expresión "sistema de innovación" para denominar entornos planificados de innovación y "ecosistema de innovación" para un entorno espontáneo de innovación.
Recientemente, el debate comenzó a incluir el estudio de los problemas que afectan a la economía verde. Además de los problemas típicos de la innovación en general (tales como fallas de mercado relacionadas con la limitada apropiabilidad de los beneficios económicos del conocimiento), la innovación ecológica también se ve obstaculizada por externalidades relacionadas con el medio ambiente. Por esta razón, es necesario enfocarse en la atención de ambos tipos de errores con el fin de impulsar la innovación hacia una trayectoria de crecimiento verde.

### Definiciones de Sistemas Nacionales de Innovación
Un sistema nacional de innovación se ha definido de las siguientes maneras:
- ".. la red de instituciones públicas y privadas cuyas actividades e interacciones inician, importan, modifican y difunden nuevas tecnologías". (Freeman, 1987)
- ".. los elementos y relaciones que interactúan en la producción, difusión y utilización de nuevos conocimientos económicamente útiles... situados o enraizados dentro de las fronteras de un estado-nación." (Lundvall, 1992)
- "... un conjunto de instituciones cuyas interacciones determinan el desempeño innovador ... de empresas nacionales." (Nelson, 1993)
- ".. las instituciones nacionales, sus estructuras de incentivos y sus competencias, que determinan el ritmo y la dirección del aprendizaje tecnológico (o el volumen y la composición de actividades generadoras de cambio) en un país." (Patel y Pavitt, 1994)
- ".. el conjunto de las distintas instituciones que en conjunto y de forma individual contribuyen al desarrollo y difusión de nuevas tecnologías y proporcionan el marco dentro del cual los gobiernos forman y ponen en práctica políticas para influir en el proceso de innovación. Como tal, es un sistema de instituciones interconectadas para crear, almacenar y transferir conocimientos, habilidades y artefactos que definen las nuevas tecnologías." (Metcalfe, 1995)
- ".. una red social humana en la que se comporta como un sistema sociobiológico, en donde las personas han desarrollado patrones de comportamiento que minimizan los costos de transacción ocasionados por las barreras sociales resultantes de la geografía, la falta de confianza, las diferencias en el idioma y la cultura, y las redes sociales ineficientes". (Hwang y Horowitt, 2012)[8]

## Lecturas Adicionales (inglés)
- Technology Innovation Ecosystem Benchmark Study
- World Economic Forum: Innovation Ecosystems
- Forbes: The Next Big Business Buzzword - Ecosystem
- How Innovation Ecosystems Turn Outsiders Into Collaborators
- The Economist Insights: Innovation Ecosystems Archivado el 30 de junio de 2014 en Wayback Machine.
- National Science Foundation: What is an Innovation Ecosystem?

- Datos: Q2467367